# اريك ستيوارت (سياسي)
اريك ستيوارت (بالإنجليزية: Eric Stewart)‏ هو سياسي أمريكي، ولد في 6 ديسمبر 1971 بمقاطعة فرانكلين في الولايات المتحدة. حزبياً، نشط في الحزب الديمقراطي. وقد انتخب عضو مجلس ولاية تينيسي.